# フラッティーニ部分群

二面体群 Dih_{4} の部分群の束 のハッセ図式
3 つの要素からなる層が極大部分群である。
それらの共通部分（フラッティーニ部分群）は 5 つの要素からなる層の真ん中の要素である。
よって Dih_{4} は e の他に非生成元を 1 つしかもたない。

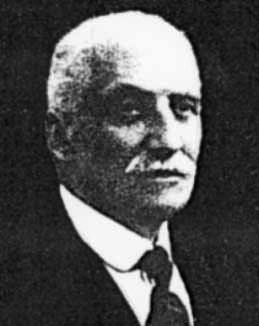
Giovanni Frattini (1852 - 1925)

数学において、群 G のフラッティーニ部分群 (英: Frattini subgroup) Φ(G) とは G のすべての極大部分群の共通部分である。ただし、群 G が極大部分群をもたない場合には、Φ(G) = G によって定義される。
フラッティーニ部分群は環論のジャコブソン根基と類似しており、直感的には「小さい元」からなる部分群と考えることができる（下記の「非生成元」による特徴づけを見よ）。Giovanni Frattini にちなんで名づけられている。彼はその概念を1885年に出版された論文で定義した。

## 事実
- 群 G のフラッティーニ部分群 Φ(G) は G のすべての非生成元 (non-generators, non-generating elements) の集合に等しい[3]。ここで G の非生成元とは常に生成集合から取り除くことができる元である。つまり X ∪ {c} が  G の生成集合であるときには、X もまた G の生成集合であるような G の元 c を指す。
- Φ(G) は G の特性部分群である。とくに、それは G の正規部分群である。
- 有限群 G の正規部分群 N が冪零である必要十分条件は N ′ ⊆ Φ(G) が成り立つことである[4]。特にフラッティーニ部分群 Φ(G) は冪零であり、またフィッティング部分群 F(G) との間に F(G)′ ⊆ Φ(G) ⊆ F(G) という関係が成り立つ。
- G が有限 p-群であれば、Φ(G) = G ′ Gp である[5]。したがって、フラッティーニ部分群は商群 G/N が基本アーベル群、すなわち位数 p の巡回群の直和に同型であるような包含に関する最小の正規部分群 N である[6]。さらに、商群 G/Φ(G) (G のフラッティーニ商 (Frattini quotient) とも呼ばれる）が位数 pk をもてば、k は G の生成元の最小の個数である（つまり G の生成集合の最小の濃度である）。とくに有限 p-群が巡回群であることとそのフラッティーニ商が（位数 p の）巡回群であることは同値である。有限 p-群が基本アーベルであることとそのフラッティーニ部分群が自明群、Φ(G) = {e} であることは同値である。
- G = H × K が有限生成群であれば、Φ(G) = Φ(H) × Φ(K) である[7]。
- 有限群 G の正規部分群 N について Φ(G/N) ≥ Φ(G)N/N が成り立つ[8]。

## 例
- Z(p∞) をプリューファー群 とすれば Φ(Z(p∞)) = Z(p∞)
- G を位数 pn の元 x で生成される巡回群とすれば Φ(G) = ⟨ xp ⟩